# 12386 Николова
 12386 Николова  (на английски: Nikolova) е астероид от главния астероиден пояс.
Открит е от Spacewatch в Националната астрономическа обсерватория – Кит Пик в Аризона на 28 октомври 1994 г.
Носи името на българската астрономка Симона Николова.